# Монтакут (замок)
Замок Монтакут — замок, що був розташований на пагорбі біля селища Монтакут у Сомерсеті, Англія.
Замок Монтакут був збудований Робертом де Мортен після завоювання Англії норманнами у 1066 році. У 1068 році, під час повстання англо-саксів проти нормандського володарювання, замок витримував облогу поки сили повстанців не було розгромлено норманнами під проводом єпископа Жоффруа де Монтбрі. У 1102 році Роберт де Мортен передав замок та навколишні землі монахам-бенедиктинцям з абатства Клюні. Замок поступово втратив військове значення та занепав, лише замкова каплиця продовжувала використовувалась принаймні до 1315 року. В описі 1540 року замок позначено як «частково зруйнований», місцеві мешканці використовували його як джерело каміння для будівництва, що поступово і призвело до повного знищення замку. Каплицю, втім, згодом було відбудовано.
Наразі місце розташування колишнього замку вважається за історично важливий об'єкт національного значення і відкрите для відвідувачів.